# Ngungunhane
Ngungunhane, Mdungazwe Ngungunyane Nxumalo, Nghunghunyani, N'gungunhana, Gungunhana ou Reinaldo Frederico Gungunhana (Império de Gaza, c. 1850 – Angra do Heroísmo, ilha Terceira, 23 de dezembro de 1906) foi o último imperador do Império de Gaza, no território que actualmente é Moçambique, e o último monarca da dinastia Jamine, de origem zulu. Cognominado o Leão de Gaza, o seu reinado estendeu-se de 1884 a 28 de dezembro de 1895, dia em que foi feito prisioneiro por Joaquim Augusto Mouzinho de Albuquerque na aldeia fortificada de Chaimite. Já conhecido da imprensa europeia, a administração colonial portuguesa decidiu condená-lo ao exílio em vez de o mandar fuzilar.[carece de fontes?] Foi transportado para Lisboa, acompanhado por um filho de nome Godide e por outros dignitários. Após uma breve permanência naquela cidade, foi desterrado para os Açores, onde viria a falecer onze anos mais tarde.

## Biografia
Mudungazi, ou Mundagaz, que, ao subir ao trono em 1884, viria a ser cognominado Gungunhana ou Leão de Gaza, nasceu por volta de 1850, segundo informações daqueles que o conheceram, no território de Gaza algures entre os rios Zambeze e Incomati, mas muito provavelmente nas margens do Limpopo, região onde o centro do poder angune então se situava. Era filho de Muzila, ou Mzila, que seria depois rei de Gaza de 1861 a 1884, e de Yosio, cujo nome, após a sua morte, foi substituído por Umpibekeçana. O pai era filho e sucessor de Manicusse que, à frente de um exército vindo da Zululândia, tinha fundado o Império de Gaza.

### Os anos formativos (1850–1864)
Mudungazi nasceu numa sociedade complexa e num período de grande instabilidade social e política. O seu avô, Soshangane ou Manicusse, era o rei (ou nkosi) de um povo de língua nguni, depois denominado pelos portugueses como angune ou vátua, líder incontestado de um poderoso exército que ao longo das década anteriores, na sequência do desencadear do Mfecane, migrara para o Norte a partir da Zululândia, submetendo ao longo da década de 1820 cerca de duas centenas de tribos, cujos chefes passaram a ser seus régulos vassalos.
Após terem partido das suas terras ancestrais no território da actual África do Sul, os guerreiros angunes liderados por Soshangane moveram-se incessantemente pelos territórios sitos entre os rios Maputo e Zambeze, esmagando os povos autóctones e no processo fundando um império a que deram o nome de Gaza, que na fase inicial ocupava cerca de 56 000 km².
Com esta chegada dos angunes, o relativo sossego em que tinham vivido os povos locais e os comerciantes portugueses estabelecidos ao longo da costa moçambicana foi rudemente quebrado com sucessivos massacres e a submissão forçada a um novo poder, criando-se um clima de insegurança e medo que permaneceria durante décadas.
Após um deambular de quase vinte anos, o centro do poder angune estabeleceu-se em torno do vale do rio Limpopo, região onde Soshangane, agora com o seu nome mudado para Manicusse, fundou a aldeia de Chaimite e aí fixou a sua capital.
Sendo uma das presenças europeias mais antigas naqueles territórios, Portugal resolveu enviar em Agosto de 1840 uma embaixada à corte de Manicusse. A delegação era chefiada pelo alferes Caetano dos Santos Pinto e tinha instruções para estabelecer um tratado de amizade, entregando uma espada e uma banda ao rei em troca de uma zagaia e de uma rodela (escudo). A embaixada foi recebida, mas Manicusse declarou que, no momento, ignorava a vantagem que lhe poderia advir de um tratado de amizade com o rei de Portugal, conforme consta do relatório, datado de 18 de Novembro de 1840, que foi apresentado pelo alferes Caetano dos Santos Pinto e registado pelo escrivão da Fazenda Nacional em Inhambane João Caetano Dias. Mesmo assim, a espada foi trocada pela zagaia, mas os ataques continuaram.
Foi pois nesta região, e neste enquadramento social e político, que cerca de 1850 nasceu Mundagaz, o futuro Gungunhana, um príncipe de sangue real, filho de Muzila, um dos putativos herdeiros de Manicusse. Educado para a vida de guerreiro, desde tenra idade participante nas grandes caminhadas que seu pai e avô empreendiam anualmente através dos seus vastos domínios, Ngunguhane foi formada para a luta, aprendendo as tácticas de guerra que seu avô, a par de Tchaca, tinham sido os introdutores.
Quando Manicusse morreu, em 1858, a disputa pelo trono travou-se entre dois contendores principais: Muzila, o pai de Mundagaz, e Mawewe, seu tio. Após uma breve contenda armada, saiu vitorioso Mawewe, que decidiu, em 1859, atacar os seus irmãos para ganhar mais poder. Apenas Muzila conseguiu fugir para o Transvaal, onde organizou um exército para atacar o irmão. Provavelmente Mundagaz terá seguido o seu pai para o exílio, escapando à tentativa de destruição da sua linhagem que se seguiu.
Com Mawewe, ou Maueva, como era designado pela administração colonial portuguesa, a revelar-se ainda mais agressivo que seu pai e predecessor, os portugueses, os bóeres e muitos dos líderes tribais que se sentiam ameaçados pela dominação angune uniram-se contra ele. Sentindo também a ameaça, o presidente da República Bóer do Orange oficiou a 29 de Abril de 1861 ao vice-cônsul de Portugal propondo uma aliança formal contra Mawewe, a qual foi aceite com relutância. Entretanto, estas reticências desaparecem quando Mawewe exigiu que a colónia de Lourenço Marques lhe passasse a pagar tributo sob a forma de calçado, incluindo mesmo uma cláusula que impunha que as mulheres grávidas pagassem um duplo tributo. E tudo isto sob a ameaça de, em caso de recusa, mover uma guerra de extermínio contra os interesses portugueses na região. Onofre Lourenço de Paiva de Andrade, então governador da praça de Lourenço Marques, respondeu enviando um cartucho e dizendo que aquela seria a forma de pagamento do tributo.
Estava declarada a guerra e, a 2 de Novembro de 1861, chegaram a Lourenço Marques enviados de Muzila, que aceitam o apoio português na contenda a troco de vassalagem. A partir daí, Muzila assumiu-se como rei e a guerra ganhou ímpeto.
A batalha decisiva travou-se em finais de Novembro de 1861, numa linha de quase quatro léguas entre as praias da Matola e as terras de Moamba. Apesar de ter menos homens, Muzila saiu vencedor e a 30 de Novembro apresentou-se no presídio de Lourenço Marques, sendo amigavelmente recebido pelo governador.
A 1 de Dezembro de 1861 foi celebrado um tratado em que Muzila se declarava súbdito português e feita uma acta, que depois de aprovada pelo governo português, seria publicada por portaria de 18 de Fevereiro de 1863 de José da Silva Mendes Leal, então Ministro da Marinha e Ultramar, e incluída no n.º 4 da publicação Termos de Vassalagem (1858–1889).
Uma nova e decisiva vitória de Muzila numa batalha travada a 16 de Dezembro de 1861, na região do Maputo, consolidou a aliança. No processo Portugal forneceu a Muzila 2000 espingardas, 50 000 cartuchos e 1200 pederneiras, além do apoio bóer e de intermediação com os líderes locais, que preferiam submeter-se à suserania distante do rei de Portugal do que hegemonia local de Mawewe.
Apesar de a guerra ter durado até 1864 e, entretanto, a capital do reino ter mudado do vale do rio Limpopo para Mossurize, a norte do rio Save, na actual província moçambicana de Manica, Muzila foi dominando progressivamente os angune e os povos seus vassalos e a partir de 1864 foi o líder incontestado do Império de Gaza. Com isso, Mundagaz passou a ser um dos príncipes seus potenciais sucessores, iniciando um percurso que o levaria ao poder.

### O reinado de Muzila (1864–1884)
Terminada a guerra, Muzila dedicou-se à consolidação do seu poder e à expansão do Império de Gaza. Manteve o estilo de governação do seu pai, governando com mão de ferro e mantendo a sua corte em constantes caminhadas, percorrendo incessantemente o território que dominava. A capital continuou em Mossurize, tendo a povoação de Chaimite passado a ser considerada a aldeia sagrada da linhagem e sítio de residência dos espíritos ancestrais.
Apesar do tratado assinado em 1861 e da efectiva aliança com os interesses portugueses que lhe permitira conquistar o trono, os guerreiros de Muzila devastaram por diversas vezes as colónias portuguesas instaladas em Sofala e Inhambane, mantendo-se um clima de tensão que em nada condizia com o formalmente acordado nem com as constantes manifestações de amizade.
Era crescente a pressão europeia sobre a região: portugueses, ingleses e bóeres digladiavam-se pelo controlo de cada vez mais território. Neste período aumentou rapidamente o número de expedições europeias para exploração da África. Eram também cada vez mais os missionários e os comerciantes europeus nas terras de Gaza. Em Lisboa já se começava a alimentar o sonho do controlo dos territórios de Angola à contra-costa, que culminaria no mapa cor-de-rosa alguns anos depois.
Neste ambiente de crescente pressão europeia, a posição de Muzila era cautelosa, traduzindo-se num distanciamento em relação aos europeus. Mantinha-se nominalmente como vassalo português, mas esquecia com frequência os termos do acordo de 1861: fazia a guerra quando entendia e não se coibia de atacar os interesses portugueses sempre que tal se lhe mostrava favorável e, apesar dos seus protestos de amizade e gratidão, os seus guerreiros por diversas vezes devastaram os distritos de Sofala e Inhambane, penetrando em territórios que eram reclamados como estando sob soberania portuguesa ou pertencentes a régulos que se reclamavam súbditos do rei de Portugal.
No início da década de 1880, quando o reinado de Muzila se aproximava do fim, a pressão europeia cresceu rapidamente. As expedições eram cada vez mais frequentes e penetravam cada vez mais profundamente no território de Gaza. As pressões para que fosse autorizada a exploração de recursos minerais também cresciam. Mantendo uma política de equilíbrio estratégico com os interesses portugueses, a 27 de Janeiro de 1882 Muzila, acompanhado por duas mangas das suas tropas, visitou Lourenço Marques, prestando vassalagem e justificando os conflitos registados em Inhambane. Foi recebido com todas as honras pelo governador, que lhe ofereceu bois, arroz e aguardente. Pouco depois, em meados daquele ano, pediu mesmo uma bandeira portuguesa para hastear no seu acampamento.
No ano seguinte, em 1883, Portugal decidiu nomear um embaixador junto da corte de Muzila. A escolha recaiu sobre António Maria Cardoso, um homem experiente na região, que se dirigiu de imediato para o local onde Muzila se encontrava, na região de Bulawayo, no actual território do Zimbabwe. Depois de uma longa espera para obter autorização para se aproximar do acampamento e para ser recebido em audiência, António Maria Cardoso conseguiu finalmente chegar à fala com Muzila e foi bem recebido. O mesmo aconteceu com o capitão de artilharia Joaquim Carlos Paiva de Andrada, que naquele ano se dirigiu a Manica e aí encontrou Muzila.
Contudo, apesar deste aparente bom relacionamento, as tensões subiam rapidamente, com as potências europeias a exigir um efectivo domínio do território como única forma de justificar a posse de territórios em África. Por esta altura, face ao crescente envolvimento de outras potências europeias em África, Portugal decide reforçar a sua presença naquele continente: foram organizadas as grandes expedições de exploração, com destaque para as de Roberto Ivens e Hermenegildo Capelo, com as quais pretendia demonstrar a efectiva ocupação do interior de África.
Sem que Muzila o soubesse, no último ano da sua vida, a milhares de quilómetros das suas terras preparava-se a Conferência de Berlim e, com ela, a partilha do continente africano entre as potências europeias. Quando morreu, em finais de Agosto de 1884, os europeus já estavam reunidos para fixar as regras que ditariam o futuro de Gaza.
Durante o reinado de Muzila, o seu filho Mundagaz, o futuro Gungunhana, foi progressivamente ganhando importância, convertendo-se numa das principais figuras da sua corte. Quando o pai morreu, não sendo o herdeiro legítimo, posição que recaía sobre o seu meio-irmão Mafemane, cuja mãe era a esposa principal (nkosicaze) de Muzila, geraram-se algumas escaramuças fratricidas, tradição dos angunes, findas as quais Mundagaz tinha eliminado o príncipe herdeiro e obrigado os outros dois rivais, Anhana e Mafabaze, a fugir para o exílio.
Foi assim que em finais de 1884, em Mossurize, Mundagaz ascendeu ao trono nguni, passando a designar-se por Ngungunhane, Gungunyane ou Gungunhana, o filho de Muzila e o leão de Gaza.

### O imperador Ngungunhane (1884–1895)

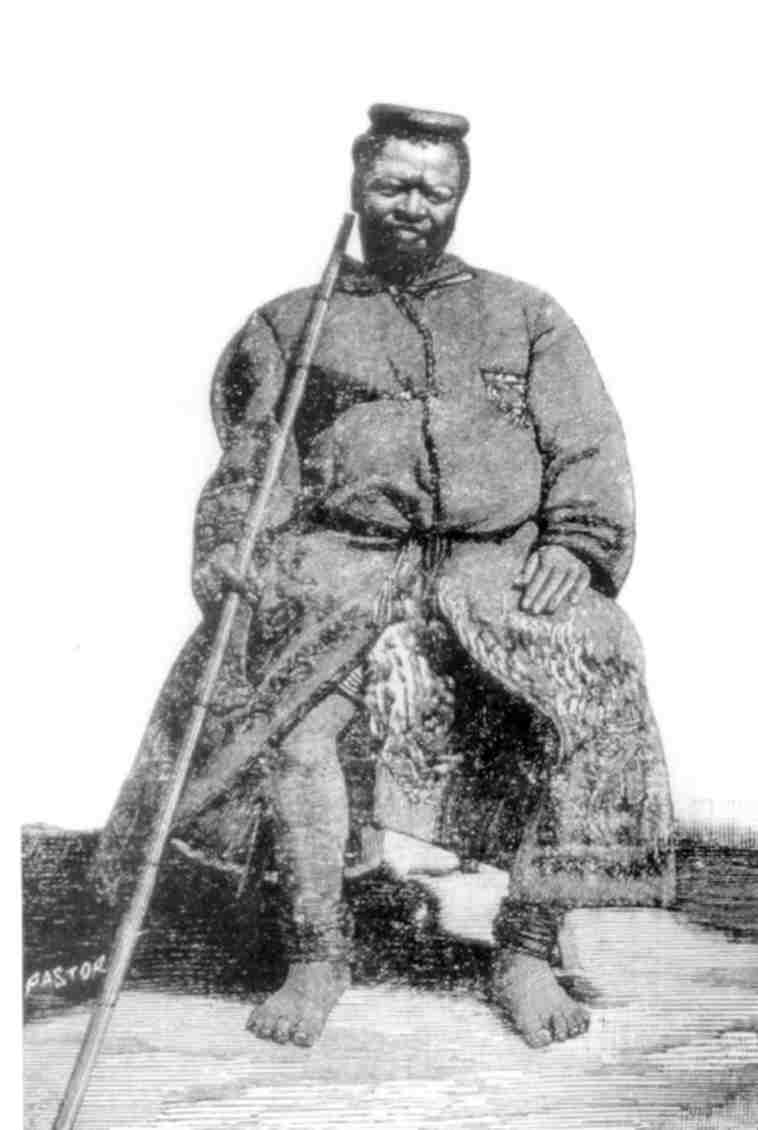
O imperador Ngungunhane com a coroa de cera (o chilojo), sinal de realeza, e o bastão (gravura de Francisco Pastor, 1895).

Governando um território com cerca de 90 000 km² e com mais de milhão e meio de habitantes, Ngungunhane fixou a sua corte em Manjacaze, desde 1884 tornada capital de Gaza. Com cerca de 34 anos, o jovem rei iniciou a sua governação num momento crítico para a África, coincidente com a realização da Conferência de Berlim (15 de Novembro de 1884 — 26 de Fevereiro de 1885), não admirando pois que o relacionamento com os europeus, em especial com os portugueses, constasse das sua prioridades governativas. Foi assim que logo em Janeiro de 1885 contacta as autoridades portuguesas em Chiloane, enviando um presente e anunciado a sucessão. Tal foi visto como uma oportunidade de reforçar a presença portuguesa juntos dos angunes, ou vátuas, como então eram designados.
Entretanto, o território de Moçambique é então cobiçado pela Grã-Bretanha e pela Alemanha, mas o governo português age com rapidez, face à muito provável perda do território. Logo em 1886, o Ministro dos Estrangeiros, Henrique de Barros Gomes, assina com o chanceler alemão Otto von Bismarck o tratado da delimitação das colónias dos dois países a que, em 1887, é anexado o mapa cor-de-rosa onde Angola e Moçambique estão unidos com esta cor. Todo este território é acordado passar para a soberania portuguesa, nele se incluindo o Império de Gaza.
Neste contexto e face à crescente presença britânica e bóer no território, em particular a passagem pela região do general britânico Charles Warren com 5 000 homens armados, o governo português decide, finalmente, aproveitar a boa vontade do novo régulo e nomear um residente português junto da corte de Ngungunhane, um misto de oficial de ligação, embaixador e conselheiro político.
A escolha recaiu sobre José Casaleiro de Alegria Rodrigues, mais conhecido por Casaleiro Alegria, um aventureiro com larga experiência na região, onde já fora militar, comerciante e funcionário público. A escolha foi controversa e gerou invejas e descontentamentos que teriam larga influência nos acontecimentos subsequentes.
Nomeado pelo governador Agostinho Coelho em meados de 1885, Casaleiro Alegria foi muito bem recebido na corte de Ngungunhane, ganhando rapidamente a confiança dos principais líderes políticos, incluindo a do próprio monarca. Surge então a ideia de assinar novo tratado que substituísse o de 1861, que se encontrava manifestamente desactualizado e esquecido. Para tal foi decidido enviar uma embaixada a Lisboa, tendo Ngungunhane resolvido delegar em Casaleiro Alegria os poderes para o representar perante Portugal.
Face aos tabus que não permitiam à aristocracia angune atravessar o mar, a embaixada foi composta por Matanda-Encoce, de cerca de 60 anos, e por Mapinda, na casa dos 40 anos. Ambos eram nobres oriundos de outras etnias. A embaixada partiu em meados de 1885, chegando a Lisboa em meados de Setembro. Foram recebidos pelo rei D. Luís I de Portugal a 18 de Setembro.
A ausência de angunes e a presença de Casaleiro Alegria levantou grandes suspeitas e intrigas, sendo a embaixada considerada por muitos como uma impostura. Mesmo assim, a embaixada é recebida pelo Ministro da Marinha e Ultramar a 12 de Outubro, sendo nesse dia assinado um tratado de amizade e vassalagem entre os reis de Portugal e de Gaza, o qual foi publicado no Boletim Oficial da Província de Moçambique de 9 de Janeiro de 1886. O tratado oficializava a presença do residente português e permitia a livre circulação de portugueses em Gaza, ao mesmo tempo que concedia a Ngungunhane as honras de coronel de segunda linha do exército português, incluindo o direito à respectiva farda.
As desconfianças levantadas quanto à autenticidade dos poderes de Casaleiro Alegria levariam a uma sindicância, que os confirmaria, mas que teria como consequência perder-se muito do impacte que se pretendia. Também as dificuldades de aplicação do tratado, pela parte portuguesa e por Ngungunhane, levaram a que surgisse uma nova versão, menos ambiciosa nos propósitos, o que contribuiu para um maior descrédito de todo o processo.
Perdida esta primeira oportunidade, nova embaixada é preparada em 1887, sendo desta vez enviados dois nobres angunes, N’Tonga, da casa de Manjacaze, e Udaca, da casa de Udengo. Desta vez as coisas correm bem, e os emissários são recebidos pelo rei e rainha de Portugal e é-lhes dado fazer um percurso onde visitam arsenais e quartéis, com o fito de os convencer do poder português. Até se inclui na visita uma ida ao circo, onde um branco (por acaso americano...) doma leões, considerada proeza de incrível magia aos olhos dos enviados.
A visita a Lisboa, e as notícias da anexação da Zululândia à colónia do Natal a 14 de Maio de 1887, levam a um período de franca melhoria no relacionamento com os portugueses, o qual seria contudo de pouca dura: com os resultados da Conferência de Berlim já a sentir-se, a posição portuguesa começa a endurecer, ganhando contornos crescentemente imperialistas.
Face às crescentes exigências e ao cada vez maior número de estrangeiros nas suas terras, Ngungunhane sente-se ameaçado, num balanço precário entre as diversas forças em presença, nomeadamente a portuguesa e a britânica, e a constante ameaça de dissensão interna face à existência de pretendentes ao trono no exílio.
Por esta altura Ngungunhana decide mudar a sua capital de Mossurize para Cambane, aí criando uma nova Manjacaze (Mandlakasi), cerca de 600 km a sul, num movimento que desencadearia novas resistências e propiciaria novas guerras, já que o local escolhido se situava muito próximo de territórios controlados por povos considerados inimigos. A razão da mudança prende-se com a tentativa de melhor aproveitar as rivalidades das potências europeias e defender a independência em relação aos portugueses, aliviando as suas pretensões sobre as minas de Manica e consolidando a soberania nguni. Por essa altura Ngungunhane tenta o apoio dos ingleses e de Cecil Rhodes.
Esta situação leva a uma complexa teia de compromissos, regularmente quebrados e reassumidos, em que aos ataques aos interesses portugueses se seguem as desculpas e os protestos de amizade. As embaixadas sucediam-se, mas os conflitos não paravam, com ataques constantes contra povos que se tinham colocado sob a protecção portuguesa.
Um momento de viragem nesta relação surge em consequência do ultimato britânico de 11 de Janeiro de 1890, o qual impõe a retirada imediata das forças portuguesas na região do rio Chire (Niassalândia) e das terras dos macololos e dos machonas (actual Zimbabwe). Em caso de desobediência, o governo britânico ameaça Lisboa com bloqueio naval e acção armada. O rei D. Carlos I de Portugal apressa-se a comunicar a Londres, no próprio dia do Ultimato, que ele e o governo português cedem às exigências. Mas face à onda patriótica e nacionalista de repúdio que se desencadeou, a administração colonial portuguesa muda de posição: deixa de se falar em acordos e em cooperação para se falar em submissão e plena vassalagem, a chamada pacificação, mesmo que tal implicasse a intervenção armada e o derrube dos régulos menos cooperantes.
Esta linguagem ganha nova acutilância com a chegada em 1891 de Joaquim Mouzinho de Albuquerque, um oficial do exército monárquico e nacionalista, ao posto de governador de Lourenço Marques. Nos dois anos em que permaneceu no cargo (1891–1892) deu-se um rápido endurecimento nas relações com os povos africanos circundantes, desaparecendo a tendência para a contemporização que tinha caracterizado a presença portuguesa nas décadas anteriores.
Entretanto, os britânicos, e particularmente o todo poderoso Cecil Rhodes, da British South Africa Company, elegem a região de Gaza e o porto de Lourenço Marques como objectivos estratégicos para o escoamento das matérias-primas do Transvaal. Paralelamente surgem os interesses das três grandes concessionárias que usufruem do poder quase absoluto nos imensos territórios que exploram, a Companhia do Niassa, a Companhia da Zambézia e a Companhia de Moçambique, isto num período em que nas palavras do insuspeito Joaquim Augusto Mouzinho de Albuquerque a ocupação na província de Moçambique resumia-se de facto a uma estreita faixa do litoral, à excepção de alguns pontos isolados do interior.
Portugueses, ingleses, colonos sul-africanos e representantes das companhias concessionárias procuram atrair de diversas formas Ngungunhane para os seus interesses. O governo português instala um intendente-geral na corte, lugar previsto no tratado de Outubro de 1885. Cecil Rhodes obtém de Ngungunhane, a troco de um milhar de espingardas, munições e de um subsídio anual em dinheiro, a concessão de exploração de minérios e o acesso ao mar. Negungunhane recebe uma taça em prata, oferta da rainha Vitória do Reino Unido.
Ngungunhane é surpreendido pela rapidez dos acontecimentos e pela radical alteração do comportamento português. Decide então, mais uma vez, jogar no conflito entre Londres e Lisboa, mas fica sem resposta o seu pedido de protecção à rainha Vitória do Reino Unido. Sem que ele o soubesse, os governos português e britânico tinham chegado a acordo na delimitação dos territórios africanos, rubricando em Junho de 1891 um entendimento onde Gaza fica, sem margem para dúvidas, no interior do território de Moçambique. O imperador é intimado assumir-se como súbdito de Portugal, deixando de poder esperar apoio britânico.

#### A rebelião ronga (1894–1895)
Apesar de Mouzinho de Albuquerque já ter deixado o governo de Lourenço Marques e regressado a Portugal, os aumentos de impostos por ele determinados e a violência com que tinha tratado as populações africanas dos chamados prazos da Coroa na região circundante a Lourenço Marques deixaram um legado de descontentamento e revolta que não parava de crescer. Em finais de 1893 começaram a surgir sinais de insurreição iminente, os quais se foram agravando ao longo de 1894 com o surgimento de múltiplos incidentes e ataques a interesses portugueses em locais isolados.
Embora na região circundante de Lourenço Marques houvesse um grande número de chefes tribais que mantinham relações de paz com os portugueses, como os de Maota, Machaquene, Matola ou Maputo, e se consideravam vassalos da coroa portuguesa, pagando o mussoco ou imposto de palhota, permitindo a livre circulação de tropas nos seus territórios e fornecendo homens para as tropas auxiliares portuguesas, coexistiam outros chefes de tribo que se não submetiam aos portugueses e que obedeciam a Ngungunhane, de quem se consideravam vassalos. Eram, por exemplo, os povos de Manhica, Magaia, Zixaxa ou Moamba.
Foi nesse contexto complexo de povos e lealdades, mas com um fundo comum de revolta resultante da intolerância e injustiça de que se sentiam vítimas, que a revolta se iniciou, despoletada por um conflito que surgiu na tribo Magaia entre o chefe Mahazul e um outro pretendente o lugar de nome Maveja. Mahazul era vassalo fiel de Ngungunhane e não aceitava a soberania portuguesa. Os portugueses conseguiram convencer Maveja a reconhecer a soberania portuguesa em troca de auxílio contra Mahazul.
Sabendo do apoio português ao seu rival, Mahazul alia-se a Matibejana (Nwamatibyane), chefe da tribo Zixaxa (Zihlahla), e ambos resolvem atacar Lourenço Marques, aproveitando o descontentamento que lavrava entre as tribos fiéis aos portugueses. Em Agosto de 1894, os rongas da região de Lourenço Marques, liderados pelos régulos Mahazul, Nwamatibyane e Amgundjuana reúnem milhares de guerreiros e cercam durante mais de dois meses Lourenço Marques, preparando o assalto à cidade.
O Governador-Geral, brigadeiro Fernando de Magalhães e Menezes, chega da ilha de Moçambique, então a capital da colónia, ordena o levantamento de trincheiras e arma canhões. Dispensa a oferta de Cecil Rhodes para servir de medianeiro, preferindo preparar-se para o inevitável confronto.
Depois deste longo cerco, a 14 de Outubro de 1894, as mangas de Matibejana, Mahazul e do chefe Angundjuane de Moamba marcharam contra a cidade de Lourenço Marques, a qual já se encontrava fortificada por três linhas sucessivas trincheiras. Tendo as forças rongas conseguido ultrapassar as linhas fortificadas, os portugueses viram-se obrigados a refugiar-se na fortaleza. A cidade foi saqueada e a fortaleza cercada, sendo a sua queda impedida pelo bombardeamento feita pelos navios de guerra surtos no porto, que obrigaram ao levantamento do cerco e à retirada dos sitiantes para Marracuene. Os assaltantes deixaram no terreno mais de uma centena de corpos.
Este ataque, embora possa ter tido o consentimento de Ngungunhane, não envolveu directamente as suas forças, nem existe prova convincente do seu apoio à decisão de afrontar o poder português. Pelo contrário, esta afronta veio ao arrepio da tradicional táctica de confronto indirecto e de manutenção de laços formais que sempre fora mantida por Ngungunhane em relação aos portugueses. Apesar disso, em princípios de Outubro de 1894 Ngungunhane mandou proceder à mobilização geral das suas forças, ostensivamente para cerimónias e para ver como está o exército, o que causou alarme geral entre os portugueses e os seus aliados, contribuindo ainda mais para a instabilização da situação. Em retrospectiva, a mobilização deverá ter ocorrido como preparação para a ocupação do território caso o ataque a Lourenço Marques tivesse sucesso.
Em Lisboa, onde a rebelião era atribuída a Ngungunhane e a maquinações britânicas, o alarme foi grande. O governo português resolve então reagir energicamente, consolidando a visão, dominante depois do ultimato britânico de 1890, de que se impunha a pacificação pela via militar daquela região. Para tal decide enviar como Comissário Régio para Moçambique o conselheiro António José Enes, um antigo Ministro da Marinha e Ultramar, dispondo de poderes superiores ao de Governador-Geral. Acompanham-no um grupo de oficiais da elite aristocrática do exército, que irá fazer carreira na administração colonial.
Partidário da pacificação pela força das armas, António Enes é nomeado Comissário Régio a 9 de Outubro de 1895 e promete à rainha D. Amélia de Orleães, na audiência real que lhe foi concedida à despedida, trazer preso aos pés de Sua Majestade o famoso tirano da África do Sul. O espírito com que abraça a missão é claro nas declarações que então faz: o Estado não deve ter o menor escrúpulo em obrigar e, se necessário for, forçar esses rudes negros da África, esses ignorantes párias, esses semi-idiotas selvagens da Oceânia a trabalhar.
Chegado a Lourenço Marques prepara o ataque aos rongas e logo em Janeiro de 1895, quando recebe as tropas que integravam a expedição comandada pelo major José Ribeiro Júnior que a 20 de Outubro de 1894 havia deixado Lisboa, no paquete Cazengo, da Companhia Nacional de Navegação, resolve atacar Marracuene. Partia-se para uma situação de guerra aberta. Estava iniciado o conflito que levaria ao fim do Império de Gaza e à queda de Ngungunhane.

#### O combate de Marracuene (2 de Fevereiro de 1895)
Em finais de Janeiro de 1895 uma força portuguesa, comandada pelo major José Ribeiro Júnior e tendo como segundo-comandante o major Alfredo Augusto Caldas Xavier, avança para Marracuene, na margem direita do rio Incomati. Devido a doença do major José Ribeiro Júnior a força passa a ser efectivamente comandada pelo major Caldas Xavier, o qual foi o responsável quase único pela condução das operações. Integram a expedição 37 oficiais e 800 soldados.
As forças rongas, totalizando cerca de 4 000 homens, eram comandadas pelo jovem príncipe ronga nuã-Matidjuana caZixaxa iMpfumo, que ficaria conhecido na historiografia portuguesa por Zixaxa, e que seria, um ano mais tarde, um dos prisioneiros deportados para os Açores. O chefe de Moamba já se tinha aliado aos portugueses e só Matibejana e Mahazul combatiam.
Ao aproximarem-se do local, as forças militares portugueses, que incluíam as praças indígenas de Angola e da ilha de Moçambique, entrincheiraram-se num quadrado militar e prepararam-se para o combate. O confronto dá-se na madrugada de 2 de Fevereiro de 1895. A força portuguesa, disposta em quadrado, vale-se do poder dos canhões e metralhadoras e consegue rechaçar os assaltos das forças rongas, que por duas vezes romperam o quadrado, com enorme bravura de ambos os lados.
No terreno ficaram mortos cerca dos 66 guerreiros vaRonga. Segundo o relatório do combate, os ”mortos no local foram enterrados e os feridos eliminados, amontoados e cremados com petróleo, deixando um cheiro nauseabundo no ar”. Do lado português são contabilizados 24 mortos e 28 feridos.
O confronto de Marracuene é hoje por vezes referido por Gwaza Muthine, expressão em idioma xiRonga que significa lugar do trespasse com a lança. Neste contexto, muthine significa lugar e gwaza pode ser traduzido por trespassar, atravessar com uma lança ou ainda azagaiar.
Dias depois, os portugueses retiram-se para Lourenço Marques, enquanto as forças rongas se reorganizam em torno de Magude, onde os régulos Nwamatibyane e Amgundjuana se refugiam, ficando sob a protecção de Ngungunhane que lhes aceita a vassalagem. Mahazul não combateu em Marracuene, da mesma forma que recusara participar no ataque a Lourenço Marques.

#### As últimas tentativas de conciliação e a ruptura (Abril a Agosto de 1895)
Entretanto desencadeiam-se as últimas tentativas diplomáticas junto de Ngungunhane, que ao receber a vassalagem dos povos das Terras da Coroa se apressara a informar que qualquer ataque contra eles seria considerado como um ataque às suas forças.
Com o regresso a Moçambique do conselheiro José Joaquim de Almeida, em quem Ngungunhane confiava e com o qual tinha mantido um longo e complexo relacionamento diplomático, a 20 de Abril de 1895 realiza-se em Manjacaze uma última reunião entre uma delegação portuguesa e Ngungunhane. A reunião corre mal, com o comandante militar do Limpopo, que era também o chefe da delegação, a abandonar a reunião por se considerar desrespeitado. Apesar dos esforços de José de Almeida, os tempos eram outros com a nova inflexibilidade portuguesa, agora segura face ao acordo britânico, a já não permitir os costumados acordos.
Mesmo assim, e numa clara estratégia de ganhar tempo enquanto aguarda uma resposta britânica ao seu pedido de apoio, Ngungunhane mantém o residente português e chega mesmo a enviar uma delegação a Lourenço Marques. Esta delegação parte a 24 de Maio de 1895 e oferece dinheiro e marfim ao Comissário Régio António Enes, que recusa os presentes. Fala aos emissários de forma ameaçadora e declara que o rei de Portugal está furioso.
Em resposta aos emissários de Ngungunhane, a 14 de Julho de 1895, António Enes produz um ultimato em que exigia a entrega dos dois chefes revoltosos que se haviam refugiado em Gaza. Ngungunhane recusou fazê-lo e ameaça que irá procurar protecção debaixo de outra bandeira, aludindo aos britânicos. A 28 de Agosto de 1895 é reiterado o ultimato e são rejeitados as últimas propostas de Ngungunhane. Este foi o pretexto oficial para o ataque que os portugueses preparavam cuidadosamente desde a chegada de António Enes a Moçambique. Estava declarada a guerra.

#### Os combates de Magul e Coolela (Setembro a Novembro de 1895)
Lisboa dá instruções claras, lembrando a António Enes que tudo o que não fosse o aniquilamento total de Gungunhana não corresponderia aos sacrifícios pesadíssimos que o país tinha feito. O plano de ataque contra Ngungunhane e de penetração no interior utilizava largamente as vias fluviais dos rios Incomáti, Limpopo e Inharrime. As tropas portuguesas deviam avançar em três colunas: uma ao longo do Incomáti, outra pelo rio Limpopo e uma terceira descendo de Inhambane pelo rio Inharrime. O ponto de encontro destas três colunas seria na região de Manjacaze, onde residia Ngungunhane. A coluna mais forte era a de Inhambane.
Entretanto, depois do combate de Marracuene, as forças rongas tinham-se reorganizado em Magul, chefiadas também por nuã-Matibjuana caZixaxa Mpfumo e seu primo Mahazul chefe dos Magaias (Madjuaias). E foi com estas forças que se deu o primeiro confronto quando a 7 de Setembro de 1895 a coluna do Incomáti, comandada por Alfredo Augusto Freire de Andrade, se encontrou com as tropas de Matibejane e de Mahazul na planície de Magul.
Em Magul estão 13 mangas (regimentos) africanas, com cerca de seis mil homens. Os soldados portugueses, em número de 275, com cerca de 500 auxiliares, recorrem mais uma vez à táctica do quadrado, defendido por arame farpado, com os soldados virados para as quatro frentes e a artilharia nos ângulos. Nas filas da frente, ficaram os soldados das forças auxiliares africanas, especialmente os angolanos.
Como sempre, os guerreiros africanos lançam-se em formação de meia lua contra as metralhadoras e peças de artilharia. A desproporção do poder de fogo é enorme. As tropas de Matibejane e Mahazul cercaram o quadrado mas não conseguiram penetrar nele e depois de duas horas de combate tiveram que recuar. São dizimados, abandonando cerca de 400 mortos, contra apenas 5 soldados brancos abatidos.
Foi uma grande derrota para Matibejane e Mahazul. Depois de Magul os portugueses incendiaram todas as povoações circunvizinhas, espalhando o terror e intimidando todos os chefes da região, muitos dos quais vieram realmente prestar vassalagem aos portugueses. Ngungunhane, mais uma vez, não quis intervir em auxílio aos seus aliados rongas. Aguardava ainda uma ajuda britânica e uma conciliação que as condições políticas em Portugal já não permitiam. Entretanto, o seu exército de cerca de 40 000 homens, que havia sido chamado no ano anterior, começava a desmobilizar, vítima da fome e da necessidade de voltar às suas aldeias para proceder às sementeiras.
Depois desta nova derrota, o imperador ngúni ainda tenta negociar com o Comissário Régio e envia mais emissários a Durban e à Cidade do Cabo, na esperança de obter auxílio britânico. Nada consegue.
Agora já em confronto directo com Ngungunhane e com as forças do Império de Gaza, António Enes manda o coronel Eduardo Galhardo, à frente de 600 oficiais e soldados portugueses e 500 auxiliares africanos, tomar a capital ngúni. A coluna está equipada com 38 carros de combate e seis canhões.
Já muito enfraquecido pelo tempo e pelas suas próprias indecisões, aparentemente ainda acreditando que a atitude portuguesa será a de sempre, não concretizando as ameaças, Ngungunhane contava então com apenas 13 mil homens, o que não chega a um terço do que, poucos anos antes, recrutaria sem dificuldade. O seu poder absoluto está claramente enfraquecido. Vários régulos, entre os quais três tios do imperador, não se apresentam para a batalha. Magigwani, o reputado comandante-chefe das mangas ngúnis parte para Bilene, em busca dos reforços que nunca chegarão.
O confronto acontece em Coolela, a 7 de Novembro de 1895. A táctica repete-se com o quadrado, o arame farpado, as metralhadoras, os canhões e a nova carabina de repetição austríaca Kropatscheck, que tinha substituído a velha espingarda Snider-Enfield. Os regimentos de Ngungunhane foram esmagados. Morreram cinco soldados europeus, contra muitas centenas de baixas entre os guerreiros de Gaza.
Antes de encetar a fuga de Mandlakasi, Ngungunhane reúne-se com os conselheiros e acusa tios e primos de traição pela ausência na frente de combate. Está decidido a entregar-se aos portugueses e a solicitar clemência, mas continua preso numa teia de indecisões que lhe não permitem uma rápida resposta à nova situação. Aparentemente aguardava ainda que os portugueses voltassem às antigas tergiversações.
A capital de Gaza, Manjacaze, ficava apenas a 7 km de Coolela. Estava aberto o caminho para a sua queda em poder dos portugueses.

### O incêndio de Manjacaze e a captura em Chaimite (Novembro e Dezembro de 1895)
A 11 de Novembro de 1895, uma coluna militar portuguesa de 700 homens, comandada pelo coronel Eduardo Augusto Rodrigues Galhardo, entra sem séria oposição em Manjacaze (ou Mandlakasi), capital do império de Gaza e sede formal do poder de Ngungunhane. Encontram o kraal abandonado, com a quase totalidade da população em fuga.
Galhardo ordena a pilhagem da povoação pelas suas tropas auxiliares africanas e, depois de despojada de todos valores e devidamente inspeccionada, procede ao seu incêndio. Dadas as características das construções, depois do incêndio pouco restou do povoado.
Ngungunhane entretanto refugiara-se em Chaimite, a aldeia sagrada onde está a campa do seu avô Manukuse, fundador do Império de Gaza. Ali oferece sacrifícios humanos ao avô e a outros antepassados em procura de protecção divina.
Face a esta vitória, o Comissário Régio António Enes decide a captura ou a morte de Ngungunhane, pretendendo cumprir a promessa feita aquando da sua partida de Lisboa e pôr termo ao receio de que o régulo pudesse reorganizar os seus exércitos e restabelecer a sua base de poder entre os povos ngúnis e seus aliados. Para tal confere plenos poderes ao major de cavalaria Joaquim Augusto Mouzinho de Albuquerque, nomeando-o, a 10 de Dezembro, governador de Gaza, território que passa entretanto a constituir um novo distrito militar da colónia.
Mantendo contactos indirectos com o tenente Álvaro José de Sousa Soares de Andrea, comandante da lancha-canhoneira Capelo, apelidada estimela por ser a vapor (steam em inglês), que então cruzava as águas do Limpopo, Ngungunhane, pressentindo a derrota, procura aplacar os portugueses. A 13 de Dezembro resolve entregar em Chissano, Gaza, o príncipe ronga nuãMatibjuana caZixaxa Mpfumo (Matibejana ou Zixaxa), que, perseguido pelos portugueses, se acolhera sob a sua protecção. Com esta decisão, aliena parte dos seus aliados, os quais a partir daí já não se sentem seguros sob a sua protecção e se apressam a prestar vassalagem aos portugueses. Como nem esse gesto consegue pôr termo ao conflito, resolve render-se, facto que foi sabido na Capelo nas vésperas do Natal de 1895.
Mouzinho de Albuquerque, que estava então a bordo da Capelo, percebe este gesto de desespero do Leão de Gaza mas, em vez de desistir da perseguição, sente-se encorajado pelos sinais de fraqueza do adversário. No seu Relatório sobre a prisão do Gungunhana escreverá: tinha-se enraizado no meu espírito a ideia de que eu havia de prender ou matar o Gungunhana.
Encorajado pela crescente onda de vassalagens que vai conseguindo dos líderes tribais da região, incluindo alguns tios de Ngungunhane, numa decisão verdadeiramente temerária, aparentemente inspirada pelo bravado a que seria atreito, algum álcool e principalmente pelo conhecimento de que Ngungunhane já tinha decidido entregar-se, Mouzinho de Albuquerque parte no dia de Natal com o objectivo de proceder à captura de Ngungunhane, apenas acompanhado por dois tenentes, um médico, 49 praças portuguesas e duas centenas de auxiliares africanos. Nos três dias de marcha forçada que se seguem, juntam-se-lhe vários régulos que se oferecem para combater o monarca ngúni. O único apoio possível são as forças da Marinha da canhoneira fluvial Capelo, que permanece em posição no Limpopo a aguardar o desfecho.
Sabendo-se perseguido, mas não sabendo a verdadeira força da coluna que marcha em sua direcção, por duas ocasiões Ngungunhane envia emissários ao encontro de Mouzinho com presentes e juras de amizade e arrependimento, para a coluna não avançar mais. Manda entregar-lhe uma vez 560 libras de ouro e alguns dentes de marfim, noutra é o próprio filho primogénito Godide quem traz mais 510 libras de ouro e 63 búfalos.
Não se detendo, na madrugada de 28 de Dezembro de 1895, Mouzinho de Albuquerque chega frente às paliçadas de Chaimite. Perante a proximidade de Ngungunhane, os homens dos régulos dissidentes recusam-se a progredir no terreno, tal é o terror que o imperador ainda lhes provoca. Noutra decisão tão temerária quanto inesperada, Mouzinho de Albuquerque, às 7 horas da manhã, resolve entrar na aldeia por uma estreita abertura da cerca, por onde caberia apenas um homem, no que é seguido pelos soldados brancos. A ousadia resulta em cheio: surpresos e atemorizados, os cerca de 300 guerreiros da manga Zinhone Muchope (Aves Brancas), armados de espingardas, o último reduto de defesa de Ngungunhane, não esboçam qualquer resistência e fogem. Esta fuga resultou de saberem que Ngungunhane se iria entregar, facto conhecido havia já alguns dias.
Com Ngungunhane capturado e humilhado, Mouzinho de Albuquerque ordena o fuzilamento imediato e sem julgamento do conselheiro (induna) Mahune e de Queto, um tio do imperador, os quais considera como sendo os principais instigadores da rebelião. Não contente com o fuzilamento, ainda manda que o coração dos mortos seja trespassado por uma espada, no que usam a espada de Soares de Andrea, já que o tenente Sanches de Miranda tinha esquecido a sua espada antes de embarcar na Capelo e quando desembarcou em Zimacaze tinha pedido emprestada a arma do comandante do navio. Pelas 10h estava terminada a destruição de Chaimite, e a coluna partiu de volta à Capelo trazendo os prisioneiros.
A forma como Ngungunhane foi preso, o fuzilamento e a profanação dos cadáveres de Mahune e Queto e toda a mítica de heroicidade que depois se criou em torno do incidente de Chaimite, em particular no período do Estado Novo, deu origem a sucessivas polémicas, com leituras díspares sobre o mérito dos eventos. Logo em 1896 foi publicado no Boletim Oficial do Governo Geral da Província de Moçambique (n.º 9, Suplemento) e depois no Diário do Governo (n.º 63, 1896) um longo relatório dos eventos, da autoria de Mouzinho de Albuquerque, onde a tónica dominante é a heroicidade portuguesa e a perfídia vátua. Visão totalmente diversa é a de Soares de Andrea, que no seu longo relatório intitulado A Marinha de Guerra na Campanha de Lourenço Marques contra o Gungunhana 1894-1895, publicado nos Anais do Clube Militar Naval de 1897–1898, apelida o evento de Chaimitada e tenta desmascarar a heroicidade de Mouzinho de Albuquerque como uma mera operação temerária perante um adversário que já se tinha efectivamente rendido.
Seria ainda Soares de Andrea, em artigo publicado no jornal O Liberal de 27 de Dezembro de 1908, quando já tinha abandonado a Marinha e estava livre dos regulamentos militares, podendo assim manifestar a sua opinião, que escreveria sobre Mahune e Queto, os fuzilados de Chaimite: Morreram heróica e corajosamente e, ao caírem fuzilados, a cada um por sua vez foi-se a eles o tenente de artilharia Aníbal Miranda e espetou-lhes uma espada no coração, praticando assim em frente aos soldados sevícias sobre moribundos indefesos, facto que constitui grave infracção das leis da guerra, punível com a pena de morte pelas leis militares. E prossegue dizendo que os fuzilados mereciam ter uma estátua erguida pelos partidários da causa por que lutaram sem virar a casaca, vátuas de têmpera que souberam morrer no seu posto e aos quais o comandante da Capelo tributa a mais sincera admiração.
A derrota de Gungunhane não faz cessar a resistência em Gaza. A repressão colonial também não dá tréguas. É o próprio Comissário Régio a assumir nos seus relatórios a política de terror, fria e selectiva, que põe em prática para submeter a população. Um mês depois de Chaimite, é aprisionado o régulo Mahazul e, a 24 de Fevereiro de 1896, o conhecido Finish que fustigava as canhoneiras portuguesas no Limpopo.
Irmãos, filhos e tios de Ngungunhane são executados, presos ou forçados ao exílio no Transvaal, de onde as autoridades portuguesas durante muitos anos procurarão obter a extradição. Igual sorte têm alguns dos régulos que tinham traído o seu Ngungunhane e combatido contra ele em Coolela e Manjacaze.
A resistência sofre um novo golpe em 21 de Julho de 1897 com a morte em combate de Magigwani (também conhecido por Maguiguane ou Maguiguana), o valente régulo de etnia khosa, que fora o comandante dos exércitos do Leão de Gaza.
Mas durante muito tempo ainda as autoridades coloniais vão preocupar-se com a rebelião latente que fermenta em Gaza. Ainda no relatório de 1910, o governador Alfredo Augusto Freire de Andrade reconhece o seu fracasso em conseguir a extradição do Transvaal dos chefes ngúnis que do exílio continuam a incitar as suas tribos a resistir à colonização portuguesa.
Segundo o escritor Mia Couto, houve exagero, de parte a parte, quanto à proeminência da figura de Gungunhana: para as autoridades portuguesas de então, sobrevalorizar o régulo vátua contribuía para enaltecer a vitória de Mouzinho; quanto aos nacionalistas moçambicanos, teriam interesse óbvio em criar um herói da resistência anticolonial.

### A deportação para Lisboa (Janeiro a Março de 1896)
O percurso para o exílio iniciou-se às 10 horas da manhã de 28 de Dezembro de 1895, quando Ngungunhane e as sete mulheres que foram escolhidas para o acompanhar, cujos nomes terão sido Namatuco, Machacha, Patihina, Xisipe, Fussi, Muzamussi e Dabondi, partem de Chaimite a pé, escoltados pelas forças portuguesas. A comitiva integra ainda Godide, o príncipe herdeiro, e dois tios de Ngungunhane. Foi uma caminhada árdua, em marcha acelerada, durante a qual os prisioneiros sempre que caem ou se atrasam são pontapeados ou recebem pranchadas. Chegam às margens do Limpopo, ao lugar de Zimacaze, onde os aguarda a estimela Capelo, na manhã de 29 de Dezembro.
Perante milhares de pessoas que se tinham juntado nas margens do rio, os prisioneiros são obrigados a subir a bordo, com Ngungunhane a ser arrastado, tal era o seu estado de inanição. Seguem-se vivas ao rei de Portugal, e uma saudação de três bayetes, um grito que era levantado apenas perante o rei nguni, mas que Mouzinho obriga agora a ser feita em honra do rei de Portugal. Também se entoa a canção Incuaia, uma saudação ao imperador e que só podia ser cantada com sua autorização, mas que agora era usada como insulto.
A partir daí sucedem-se as humilhações, com Ngungunhane a ser pontapeado quando, de joelhos, implorava clemência, e os interrogatórios com o fito de descobrir onde estaria o famoso tesouro que se dizia teria escondido.
A primeira paragem acontece no dia seguinte, em Languene, onde se encontrava preso o príncipe Matibejana de Zixaxa e algumas das suas mulheres, que havia sido entregue aos portugueses por Ngungunhane. São acareados e a partir daí passam a partilhar o cativeiro, numa união de destinos que só a morte nos Açores quebraria. No dia seguinte prosseguem para a barra do Limpopo, sendo Zixaxa autorizado a levar consigo três das suas mulheres, de nomes Pembane, Oxaca e Debeza.
A 31 de Dezembro de 1895 chegam à barra, onde eram aguardados pelo vapor Neves Ferreira, que os transportaria para Lourenço Marques. Devido ao mau estado do mar, o transbordo apenas se faz a 3 de Janeiro. Chegam a Lourenço Marques no dia seguinte, mas permanecem a bordo, enquanto em terra se prepara a sua apresentação pública. Tal ocorreu no dia 6 de Janeiro de 1896, pelas três horas da tarde, quando foram entregues ao governador-geral interino, conselheiro Joaquim da Graça Correia e Lança, sobre um estrado montado frente à residência do governador. Foram identificados pelo público, com mais de 8 000 pessoas a assistirem ao acto, numa cidade engalanada e em festa. Do facto lavrou-se solene acta, assinada pelas individualidades presentes, incluindo o corpo consular. Estiveram presentes oficiais do cruzador alemão Seedler e do vaso de guerra britânico HMS Thrust.
Os prisioneiros permaneceram na cadeia da cidade até 13 de Janeiro, dia em que, por ordem do Ministro da Marinha e Ultramar, o açoriano Jacinto Cândido da Silva, enviada por telegrama, embarcaram no vapor África com destino a Lisboa. Partindo nesse mesmo dia, iniciaram uma longa viagem em direcção ao desconhecido, certamente agravada pelo medo e pelo tabu que impedia a nobreza nguni de atravessar o mar. Acompanhados por dois intérpretes, foram alojados em condições abjectas. Permaneceriam a bordo até 13 de Março desse ano, dia em que chegariam a Lisboa. Também seguiam outros 31 prisioneiros, para serem deixados em Cabo Verde, entre os quais o missionário e activista negro Roberto Mashaba.
Transportando 284 passageiros e 215 militares de infantaria, o navio fez paragens na Cidade do Cabo, Luanda (onde se comprou roupa para os prisioneiros) e na ilha de Santiago de Cabo Verde para deixar os presos africanos. Nesta última paragem é feita uma fotografia dos presos, que é enviada para Lisboa, onde chega antes do África e é publicada na imprensa. Em todas as escalas os prisioneiros são postos a ferros, para evitar fugas.
A 12 de Março o vapor África fundeia frente a Cascais, onde permanece até ao dia seguinte, dia em que entra a barra do Tejo e dá por terminada a viagem.

#### A chegada a Lisboa (13 de Março de 1896)

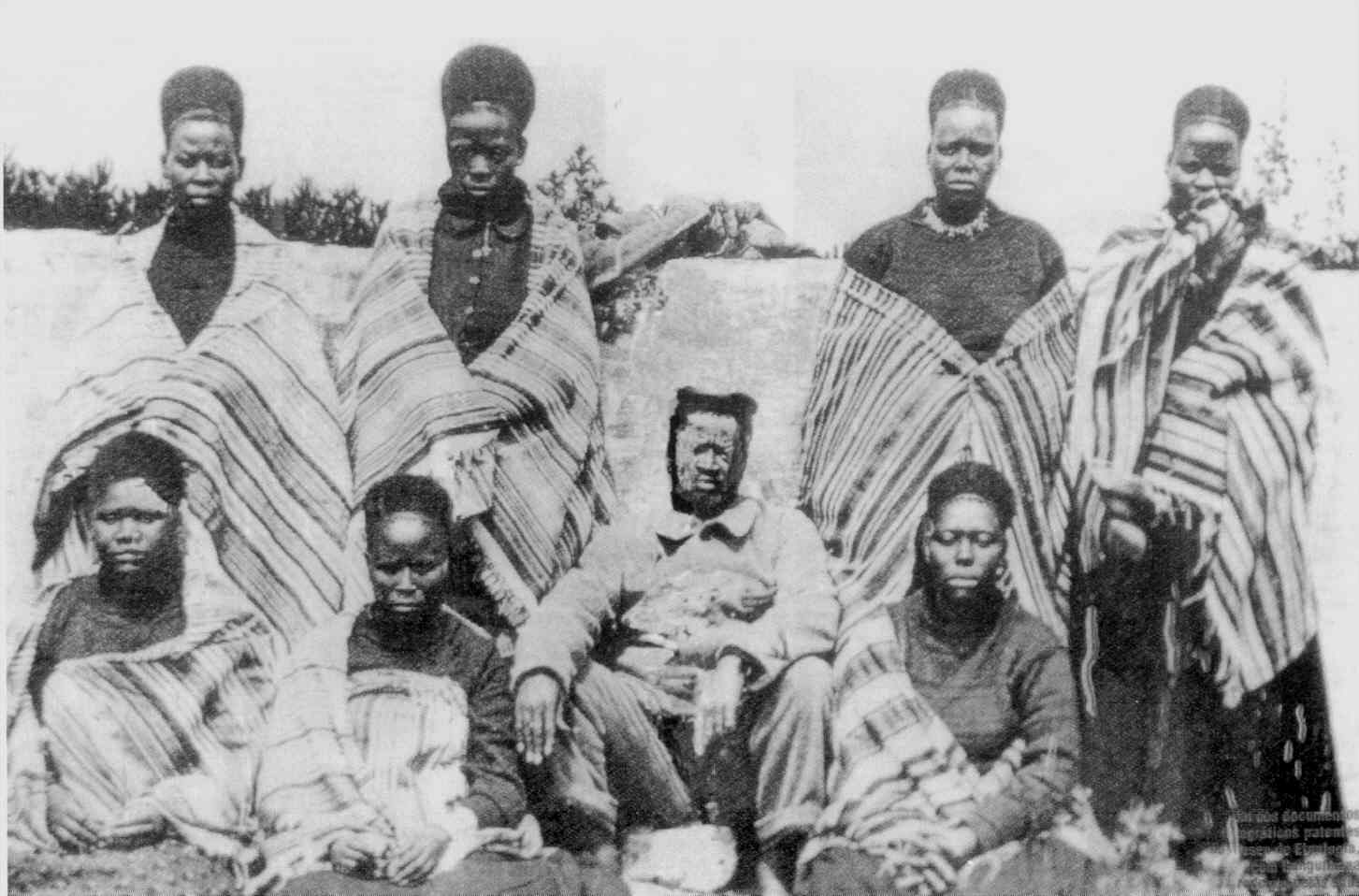
Ngungunhane e as suas sete esposas (no Forte de Monsanto, Lisboa, em Março de 1896).

O África fundeia na manhã de 13 de Março de 1896, no Tejo, frente a Cacilhas. Sabendo-se da presença a bordo dos prisioneiros, logo o navio é rodeado por fragatas, canoas e botes, no total dezenas de embarcações a remos e à vela que tentam aproximar-se do navio no intento de ver o Gungunhana.
Lisboa está em festa, com milhares de pessoas a acorrerem ao cais para ver o troféu de guerra que constitui o grupo de prisioneiros trazidos de Moçambique. É a chegada da fera cruel, do pesadelo de todos os governos portugueses, do régulo sanguinário, como o classificaram os jornais nos últimos meses.
Depois de horas de insistências, alguns jornalistas conseguem permissão de subir a bordo. Encontram o grupo de 16 prisioneiros a estibordo, num exíguo espaço mal iluminado com dois patamares de beliches. Nas esteiras superiores está Ngungunhane com sete das suas mulheres. No beliche inferior amontoam-se Godide, filho primogénito de Ngungunhane, o príncipe Zixaxa Matibejane e as suas três mulheres, Molungo, tio de Ngungunhane, e Gó, o cozinheiro do imperador. Aos jornalistas impressiona o cheiro nauseabundo que dois meses de clausura tinham permitido desenvolver.
O Diário de Notícias do dia seguinte escreve: Quando entramos nos alojamentos estavam todos os pretos deitados e o Gungunhana, que ocupava uma extremidade da tarimba, tinha o rosto coberto. Alguém lhe descobriu a cara e o preto despertou, olhando para todos com olhos desconfiados. Pouco depois, como os jornalistas e outras pessoas admitidas a bordo eram cada vez em maior número e o espaço faltasse, foi ordenado que subisse a pretalhada para a tolda, onde se faria a sua exibição.
Ngungunhane está exausto e horrorizado. Desde a captura em Chaimite que receia o fuzilamento. Chora, implora, treme, esconde o rosto com as mãos, oferece tudo o que já não tem para obter a libertação, dinheiro, gado, ouro, marfim, escravos, terras. Aos que o rodeiam pergunta sem cessar: Digam-me o que querem de mim. Vou morrer? Para que lhes sirvo eu? Deixem-me regressar que morro se não vejo as minhas terras!, traduz o intérprete.
António Enes, que havia pouco tinha chegado a Lisboa, chega a bordo da fragata Trafaria. Embarca, sendo recebido pelo comandante do África, António Sérgio de Sousa. Mandam então subir os prisioneiros, que lhe são apresentados e que vêm pela primeira vez a Lisboa. Quando lhe apontam o Palácio da Ajuda pede a António Enes para ser recebido pelo rei D. Carlos. Quer implorar perdão, jurar fidelidade ao monarca a quem anos atrás enviara duas embaixadas, então recebidas com pompa.
Às três e meia da tarde os prisioneiros desembarcam no Arsenal. Há cada vez mais gente a desfrutar o espectáculo. O ar altivo, as roupas e os enfeites das mulheres despertam a curiosidade: Quase todas altas e mais cor de castanha que pretas (…) carapinha bem penteada (…) feições finas, bonitas mesmo, admira-se a imprensa.
No interior do Arsenal, Godide torna-se objecto de curiosidade particularmente das esposas dos funcionários. É jovem, alto, fala português, não está assustado como o pai. Quando consta que sabe assinar o nome, as damas assediam-no para obter o autógrafo do bem disposto prisioneiro.
Ao fim da tarde o grupo é metido em seis carruagens abertas, escoltadas por 30 praças de cavalaria, com destino ao Forte de Monsanto. Nas três primeiras iam as 10 mulheres, na quarta o cozinheiro Gó, a quinta levava as bagagens, as quais se resumiam a algumas trouxas e às esteiras onde habitualmente dormiam. A carruagem com os quatro prisioneiros mais importantes (Ngungunhane, Godide, Matibejane e Molungo) fechava o cortejo.
Nas ruas da baixa lisboeta por onde passam, e no longo percurso até Monsanto, foi tal afluência de povo que, nalguns locais, o cortejo dificilmente avançava. Os ditos e as humilhações que os prisioneiros sofreram foram de tal monta que nos dias seguintes a imprensa protestou pela passividade da polícia.

#### A prisão em Monsanto (Março a Junho de 1896)
Chegados a Monsanto, os prisioneiros foram instalados nas casamatas do Forte, uma estrutura subterrânea húmida e fria. As condições são inumanas e as roupas não abundam, com os prisioneiros transidos de medo e frio.
Fora do Forte, o clima era de festa. Eram milhares as pessoas que em cada dia vinham até ao alto de Monsanto na esperança de avistar os prisioneiros, o que levou à instalação de barracas de comes-e-bebes, formando um verdadeiro arraial popular.
Entretanto no país o ambiente era também festivo, com a maioria da imprensa a louvar a heroicidade dos portugueses, a honra nacional reconquistada após os vexames do ultimato britânico. Faziam-se recepções oficiais, que incluíam a rainha e outros membros da família real, e as famílias importantes da província vinham à capital assistir às celebrações. Os expedicionários de Moçambique eram recebidos como heróis nacionais.
Também a exploração comercial do evento foi rápida, incluindo a venda de postais do Gungunhana, a edição de relatos e poesia alusiva e a utilização da imagem dos prisioneiros para fins publicitários. Até abriu uma casa de petiscos Gungunhana, no Areeiro, e fabricavam-se bolachas Gungunhana, numa moderna fábrica na Pampulha, de que se fez uma oferta ao coronel Galhardo e a outros expedicionários.
Como foi posta a circular a história de que Godide teria conquistado uma das mulheres do pai, passa a ser tratado pela imprensa como o sensacional jovem lovelace africano, ganhando enorme nomeada, e transformando-se na grande atracção do público feminino.
Entretanto, as condições dos prisioneiros vão melhorando, com a sua transferência para um dos alojamentos dos oficiais, mais seco, com janelas e bom arejamento, e com a adequação da comida aos seus gostos. Gó, o jovem cozinheiro, passa a ser encarregue de preparar a comida, passando o grupo a alimentar-se de carne assada, arroz e feijão, a sua dieta preferida, acompanhada por vinho do Porto, o favorito de Ngungunhane.
Uma pleurisia leva Ngungunhane a ser internado no Hospital da Boa Hora, em Belém, onde permanece de 9 a 19 de Abril. Foi bem tratado, instalado num dos quartos destinados a oficiais. Curou-se e voltou ao Forte de Monsanto e ao convívio com os seus companheiros de infortúnio.
Chegou a ser prevista e preparada uma audiência com o rei D. Carlos ou uma sua visita ao Forte de Monsanto, com os correspondentes arranjos e caiação das instalações. Mas o monarca nunca acedeu, talvez inseguro sobre a forma de lidar com a situação, face aos anteriores tratados e à crescente contestação da proeza de Chaimite, com Soares de Andrea a apelidar a heróica acção de Mouzinho de Albuquerque um crime militar.
A situação era insustentável, com os jornais a criticarem violentamente o governo pela situação dos prisioneiros e com um constante arraial popular em torno do Forte, o que exigia reforço do policiamento e medidas de controlo das entradas. Os insultos aos prisioneiros eram constantes, com os populares a fazer gestos de degolação cada vez que os avistavam na esplanada do Forte. Urgia encontrar uma solução que permitisse o retorno ao sossego e fazer sair os prisioneiros da ribalta política, o que passava pela sua deportação para uma colónia remota, onde os tribunais não tivessem alçada nem a imprensa acesso fácil.
Foi assim que, a 22 de Junho, o Governo tomou, finalmente, a decisão de desterrar os prisioneiros para a ilha Terceira, nos Açores. O transporte seria feito a bordo da canhoneira Zambeze, um navio de grande porte para a época e com uma guarnição de 113 homens, que se aprestava para uma missão nos Açores.
No processo, cedendo às posições mais intransigentes do moralismo católico, resolve também separar as mulheres dos homens, já que a poligamia era vista como um grave insulto aos valores morais da nação e um insanável escândalo para as famílias portuguesas.
Para evitar aglomerações populares como as verificadas à chegada, a decisão é tomada no maior secretismo, sendo apenas comunicada aos prisioneiros e aos seus guardas na hora da partida.

### A separação e o exílio para os Açores (Junho de 1896)
O segredo foi tão bem guardado que quando pelas 18:30 desse dia, 22 de Junho de 1896, vieram buscar os prisioneiros, o oficial de dia no Forte de Monsanto desconhecia o assunto e não tinha ainda recebido a necessária ordem para fazer a entrega. Só uma hora depois, quando o comandante do Forte chegou, foi possível iniciar a preparação dos presos.
Foram encontrar os prisioneiros já a descansar nas suas camas, quase despidos, sendo-lhes dada ordem para arrumarem a suas coisas e partirem imediatamente. Entraram em pânico, sobretudo Ngungunhane, que se convenceu que chegara, finalmente, o momento da sua execução. Recusou vestir-se, rolou pelo chão, fazendo o gesto de ser lhe cortada a cabeça. Perguntava, como à chegada a Lisboa: Vai morrer?. A muito custo, os guardas vestiram Ngungunhane com as roupas novas mandadas fazer para a viagem.
Entretanto, as dez mulheres pareciam enlouquecidas quando se dão conta que vão separá-las dos companheiros. Tal como o cozinheiro Gó, ficam no Forte de Monsanto, ainda sem destino definido. Era a separação definitiva, já que jamais veriam os seus maridos. Para elas e para Gó, a 6 de Julho veio a ordem de deportação para a ilha de São Tomé, onde a maioria viria a falecer na miséria. Algumas terão conseguido regressar a Moçambique, muito mais tarde. De Gó nada se sabe.
Apesar da tentativa de guardar segredo para que não se repetisse a agitação, quase distúrbios, verificada três meses antes, a imprensa conseguiu furar o sigilo, e cinco repórteres, pertencentes ao Diário de Notícias, Diário Ilustrado, Vanguarda, Popular e Século, estavam de plantão junto aos portões do forte, com outros colocados em locais estratégicos para o acompanhamento do transporte dos presos. À saída do forte Ngungunhane sentou-se no chão e foi transportado, a peso, pelos soldados da escolta até ao exterior.
O transporte para o navio é feito em duas caleches de praça, mandadas chamar para o efeito. As calças de brim de Ngungunhane eram tão apertadas que se romperam ao subir para o trem de praça. Zixaxa troça da triste figura do rei destronado. Desde Moçambique que ele e Ngungunhane lançavam um ao outro as culpas da rebelião nguni e nutriam um ódio recíproco que transparecia nas alturas de maior tensão.
Escoltadas por uma força de 11 soldados e dois cabos do Regimento de Cavalaria 4, comandada por um sargento, as caleches atravessaram a cidade sem dificuldade, já que a imprensa, apesar de conhecer desde a véspera a decisão, ainda não divulgara a partida.
Ao chegar ao Arsenal, esperavam-nos o Ministro da Marinha e Ultramar, Jacinto Cândido da Silva, jornalistas, cavalheiros e damas munidos de convites especiais. Godide, o preferido pela sua simpatia e capacidade de comunicação em português deu mais autógrafos, mostrando-se descontraído, com uma notável fleuma face à incerteza do destino que os esperava e às agruras do cativeiro.
Ngungunhane teve de ser novamente levado em braços para bordo do rebocador Voador que conduziu os prisioneiros à canhoneira, fundeada no meio do Tejo. Estava exausto e tinha perdido o último vestígio de dignidade, mas já havia desistido de implorar a audiência ao rei D. Carlos.
À chegada ao portaló foram todos revistados porque o comandante do navio temia que escondessem facas para se suicidarem. Depois, empurram-nos para o bico da proa da coberta de vante, onde ficam alojados.
Enquanto a imprensa mais liberal fustiga o governo pelo cúmulo da crueldade de separar os prisioneiros das mulheres e pela arbitrariedade do executivo em se recusar a deixar os presos serem julgados pelos tribunais competentes, os meios mais conservadores e nacionalistas rejubilam pelo fim do escândalo que constituía a pública poligamia dos africanos.
No dia seguinte, 23 de Junho de 1896, pelas 11:30, os presos são visitados a bordo do navio por Jacinto Cândido da Silva, o Ministro da Marinha e Ultramar. Ngungunhane, já mais calmo, fumava na coberta onde estava encerrado. Às 12:35 o navio larga em direcção aos Açores, com viagem directa à Terceira, talvez não por acaso, a ilha natal do Ministro. Depois de uma viagem calma, com o comandante do navio, o capitão-tenente Emídio Augusto Cáceres Fronteira, a demonstrar grande atenção e respeito pelos prisioneiros, chegaram à ilha Terceira, cinco dias depois, pelas 13:30 do dia 27 de Junho de 1896.
Depois de obtida a anuência do governador civil e do governador militar, pelas 15:00 e perante a curiosidade popular, que levara a uma grande aglomeração no Cais da Alfândega e na Rua Direita, os prisioneiros são desembarcados, com uma escolta de 18 marinheiros e um sargento, e instalados no Castelo de São João Baptista, na península do Monte Brasil da cidade de Angra do Heroísmo.
Dois séculos antes, outro soberano destronado, D. Afonso VI de Portugal, estivera também ali recluso durante cinco anos, entre 1669 e 1674. Naquele local Ngungunhane permaneceria pouco mais de dez anos, quase o mesmo tempo durante o qual fora imperador de Gaza.

### Os anos finais (Junho de 1896 a Dezembro de 1906)

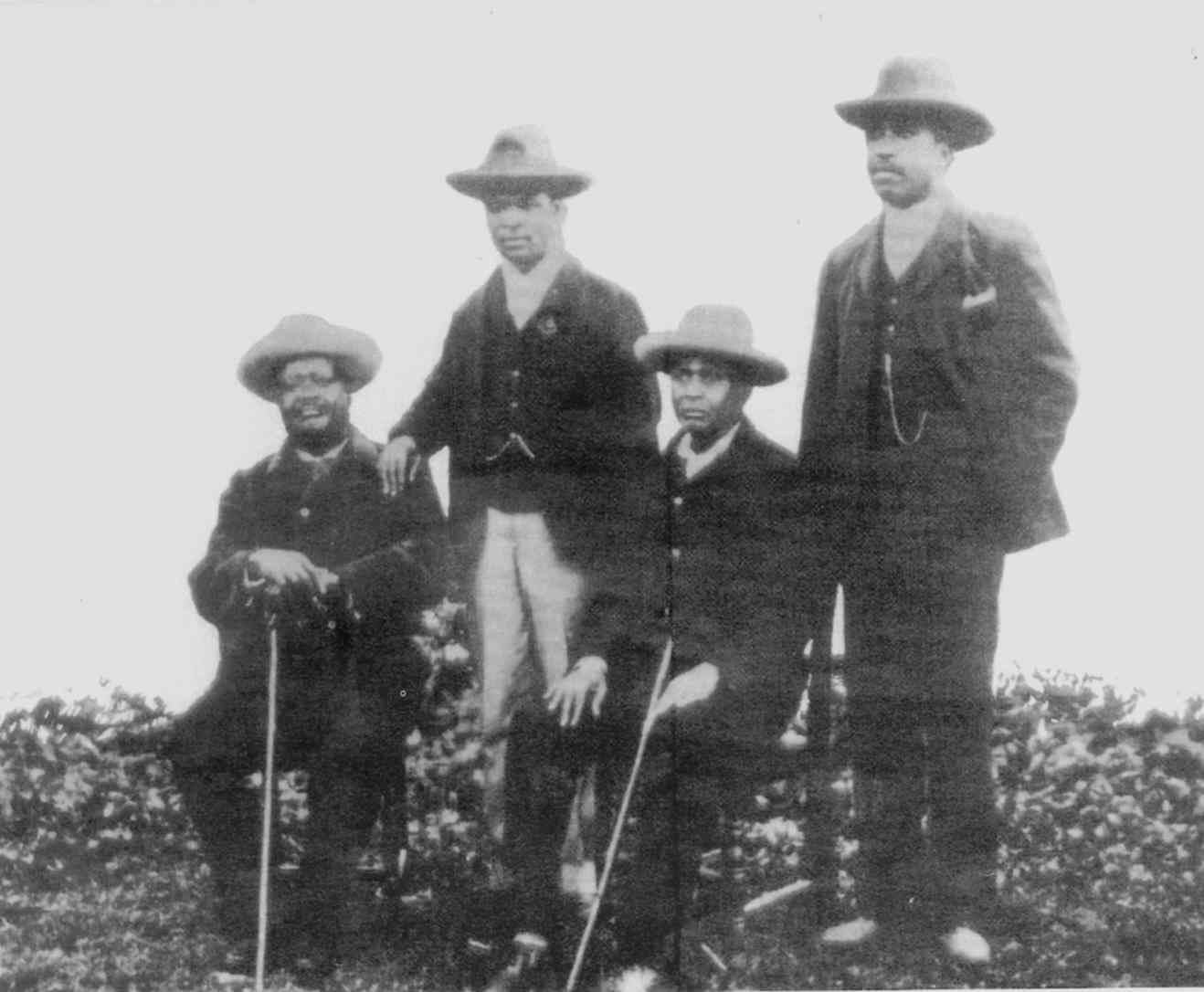
Ngungunhane (sentado à esquerda), Godide (de pé com a mão no ombro do pai), Molungo (sentado) e Zixaxa (de pé), no dia do baptismo do grupo (16 de abril de 1899).

Desembarcados de surpresa na cidade de Angra do Heroísmo, na Ilha Terceira, os prisioneiros foram alvo da curiosidade popular. O jornal A União do dia imediato descreve o desembarque:
"O aspecto do Gungunhana e do Molungo era de profundo abatimento. Ainda assim, no cais, o ex-rei de Gaza teve um soberbo e altivo olhar para a multidão que se apinhava à sua passagem. [...] O grande e temível Gungunhana, caminhando na frente dos seus companheiros de infortúnio, descalço, com a fralda de fora, uma trouxa ao ombro, escorrendo em suor, feito um maltrapilhos, comoveu-nos profundamente. [...] Em pequenas trouxas traziam quanto lhes pertencia. Os seus trajes eram ordinaríssimos e mal se compreende a economia do Governo não lhes dando vestimentas decentes."
O tom da imprensa continuou o mesmo, com A União de 30 de junho a informar que os prisioneiros que "há dois dias pisaram a nossa formosa terra, que hoje lhe é terra de exílio, têm jus ao nosso respeito". O mesmo aconteceu na Fortaleza de São João Baptista, onde as ordens foram terminantes: os prisioneiros deviam ser tratados com todo o respeito, dando-se-lhe por homenagem entre as 8 da manhã e o sol-posto o recinto do Castelo.
Ao longo do tempo as restrições foram sendo levantadas e os prisioneiros foram-se integrando à vida local. Ngungunhane retirava-se para o Monte Brasil, onde caçava coelhos, passando a confeccionar pequenos cestos de palha, que vendia aos visitantes. Recebiam um pequeno pré diário de 60 réis e "rancho dos oficiais inferiores", sendo equiparados a "2.º sargentos adidos a Caçadores n.º 10", podendo circular com crescente liberdade.
O maior pesar era a ausência das esposas, tendo o governador intercedido, sem sucesso, para que, pelo menos uma, fosse autorizada a vir para a ilha. A moral portuguesa da época não se compadecia com a poligamia, e a solução oficial foi conduzir, todas as semanas, os prisioneiros a um bordel da cidade.
Com o passar do tempo, a aculturação começou a fazer-se sentir: as roupas passaram a ser as locais, a coroa de cera deu lugar a chapéus requintados e o uso de botas substituiu os pés descalços. Apenas Molungo manteve os seus hábitos.
Godide e Zixaxa aprenderam rapidamente a ler e escrever, no que foram seguidos por Ngungunhane. Com boa caligrafia, alguns dos seus escritos sobreviveram até aos nossos dias. Também a cristianização, que fora iniciada pelo médico Georges Liengme, um missionário evangélico suíço que vivera quatro anos em Manjacaze, foi prosseguida nos Açores. A 16 de abril de 1899, os prisioneiros foram baptizados na Sé Catedral pelo bispo de Angra, D. Francisco José Ribeiro de Vieira e Brito, e logo de seguida crismados, recebendo como padrinhos os principais notáveis da ilha. Os nomes de baptismo adotados foram Reinaldo Frederico Gungunhana, António da Silva Pratas Godide, Roberto Frederico Zichacha e Silva (de que foi padrinho de batismo José Pimentel Homem de Noronha) e José Frederico Molungo (de que foi padrinho de batismo Francisco de Paula de Barcelos Machado de Bettencourt).
A partir daí foi rápida a integração social, com os prisioneiros a serem considerados como pessoas de bem, sendo bem acolhidos e recebidos na cidade. Zixaxa e Godide, considerados belos e alegres rapazes, participavam em actividades sociais. Ngungunhane embriagava-se frequentemente, tendo sido por várias vezes detido por desacatos praticados em tal estado. Apenas Molungo se retraiu e evitou falar português. Zixaxa casou e teve um filho, também chamado Roberto Zixaxa, fundando uma família que ainda está presente na sociedade angrense.
Quando o rei D. Carlos I de Portugal visitou os Açores em 1901, Ngungunhane foi "levado a passear ao campo" durante a permanência do monarca na cidade de Angra. Evitou-se assim um encontro que seguramente teria sido desagradável a ambos.
Ngungunhane morreu a 23 de dezembro de 1906, vítima de hemorragia cerebral no Hospital Militar da Boa Nova, em Angra do Heroísmo, "baptizado, alfabetizado e alcoólico", como dele escreveria o historiador René Pélissier. Terá vivido cerca de 56 anos. Foi enterrado no cemitério da Conceição, numa das campas destinadas à sepultura da população católica local.
Os restantes prisioneiros faleceram também na ilha: Godide, aos 35 anos, em 1911, vítima de tuberculose; Molungo, para cima dos 80 anos de idade, em 1912; e finalmente, Zixaxa, feito guarda do Monte Brasil, em 1927, então já com família local.

## A trasladação
O último acto da saga de Ngungunhane acontece entre 1983 e 1985 e inicia-se quando em Outubro de 1983 o presidente moçambicano Samora Machel visita Portugal e acorda com o seu homólogo português Ramalho Eanes a trasladação para terras moçambicanas dos restos mortais do imperador de Gaza, que jaziam há 77 anos algures no cemitério da freguesia da Conceição, na periferia da cidade de Angra do Heroísmo, nos Açores.
Depois de complexas pesquisas históricas e escavações, e de uma autorização de trasladação concedida pelo Despacho Normativo n.º 98/83, de 25 de Outubro, assinado pelo Presidente do Governo Regional dos Açores, João Bosco Soares da Mota Amaral, as ossadas foram simbolicamente entregues ao Estado português, sob a forma de uma pequena urna contendo terra da campa onde fora enterrado, que por sua vez as colocou na capela do Palácio das Necessidades, em Lisboa, onde permaneceram por dois anos.
Finalmente em 1985, por ocasião das celebrações do 10.º aniversário da independência moçambicana, a urna foi entregue ao Estado moçambicano e transportada para Moçambique. Foi assim que a 15 de Junho de 1985, em cerimónia solene devida a um herói nacional, que a urna de madeira de jambirre e chanfuta, madeiras moçambicanas, pesando 225 kg, esculpida pelo artista moçambicano Paulo Come sob a coordenação de Malangatana Valente, com motivos da vida política, militar e social de  Ngungunhane. De início, a urna fica exposta, no Salão Nobre do Conselho Executivo da capital e, mais tarde, dá entrada na Fortaleza de Maputo. Tem como companhia os baixos relevos com que o poder colonial glorificou as campanhas de pacificação de Gaza e as enormes estátuas de Joaquim Mouzinho de Albuquerque e de António Enes, que Moçambique guarda como relíquias históricas do tempo colonial.
Naturalmente, face à incerteza na localização da campa e ao facto de as sepulturas naquele cemitério serem regularmente reutilizadas, quer a imprensa portuguesa quer a moçambicana levantaram dúvidas sobre a autenticidade das ossadas desenterradas no cemitério da Conceição. De facto, o gesto foi meramente simbólico, já que não foi possível localizar com o mínimo de credibilidade os restos de Ngungunhane, isto admitindo que a terra ainda os não teria consumido inteiramente, como aliás é norma nas condições edafo-climáticas açorianas.

## Cronologia
- 1850: Ngungunhane nasce em Gaza (data aproximada).
- 1858: Morte de Manukuse, fundador do Império de Gaza, avô de Ngungunhane.
- 1884: Morte de Muzila, pai de Ngungunhane e subida deste ao poder.
- 1885, 26 de Novembro: Termina a Conferência de Berlim fixando a partilha de África pelas potências europeias.
- 1890, 11 de Janeiro: Ultimato britânico ao governo português.
- 1894, Agosto: Rebelião dos tsonga na região de Lourenço Marques.
- 1895, 11 de Novembro: O exército português vence os nguni e arrasa Mandlakasi, capital do império de Gaza.
- 1895, 28 de Dezembro: Joaquim Augusto Mouzinho de Albuquerque captura Ngungunhane em Chaimite, a aldeia sagrada dos nguni.
- 1896, 13 de Março: Ngungunhane, sete das suas mulheres, o seu filho Godide, o seu tio Molungo e o régulo Matibejane de Zixaxa e as suas três mulheres e um criado (Gó, cozinheiro) desembarcam em Lisboa.
- 1896, 27 de Junho: Ngungunhane chega à ilha Terceira, Açores, onde permanece como prisioneiro.
- 1906, 23 de Dezembro: Ngungunhane morre, de doença cardíaca, no Hospital Militar da Boa Nova, em Angra do Heroísmo.
- 1985, 15 de Junho: As ossadas de Ngungunhane são simbolicamente entregues à República Popular de Moçambique.